# Mistrzostwa Świata Strongman 1985
Mistrzostwa Świata Strongman 1985 – doroczne, indywidualne zawody siłaczy.
WYNIKI ZAWODÓW:

Data: 1985 r.

Miejsce: Cascais  Portugalia
| Miejsce | Zawodnik             | Kraj              | Punkty |
| ------- | -------------------- | ----------------- | ------ |
| 1.      | Geoff Capes          | Anglia            | 50,5   |
| 2.      | Jón Páll Sigmarsson  | Islandia          | 49     |
| 3.      | Cees de Vreugd       | Holandia          | 45,5   |
| 4.      | George Hechter       | Stany Zjednoczone | 36     |
| 5.      | Tom Magee            | Kanada            | 33     |
| 6.      | Rick "Grizzly" Brown | Stany Zjednoczone | 29     |
| 7.      | Roger Ekstrom        | Finlandia         | 25,5   |
| 8.      | Jean-Pierre Brulois  | Francja           | 19,5   |